# Jörg Scheiderbauer
Jörg Scheiderbauer (* 8. Januar 1977 in Offenburg) ist ein deutsch-österreichischer Mountainbike-Radrennfahrer und Extremsportler, der auch als Trainer aktiv ist.

## Werdegang
1999 wurde er österreichischer U23-Vize-Staatsmeister im Mountainbike (Hillclimb).
Als Mountainbikefahrer gehörte Scheiderbauer von 2002 bis 2004 der österreichischen Nationalmannschaft an. Er wurde trainiert vom Australier Simon Knowles. 2004 bis 2006 konnte er dreimal in Folge den Bike Transalp mit seiner Frau im Mixed Team gewinnen. Von 2004 bis 2011 war Scheiderbauer der Veranstalter der Worldclass Mountainbike Challenge und des UCI Mountainbike Worldcup in Offenburg. Dieses Event erhielt zweimal den UCI Best Mountain Bike World Cup Award.
Nach Unstimmigkeiten mit dem Weltverband UCI und organisatorischen Schwierigkeiten wurde Offenburg als Station aus dem Weltcup-Kalender gestrichen. Im April 2008 startet er erstmals auf der Triathlon-Langdistanz (Ironman: 3,86 km Schwimmen, 180,2 km Radfahren und 42,195 km Laufen).

2008 wurde er Deutscher Vize-Meister Cross-Triathlon (1,5 km Schwimmen, 35 km Mountainbike und 10 km Trailrun). Im Jahr 2010 qualifizierte sich Scheiderbauer für den Ironman auf Hawaii (Ironman World Championships).
Nach seiner aktiven Karriere gründete Jörg Scheiderbauer die Vermarktungs- und Eventagentur Scheiderbauer Sports GmbH und die racextract GmbH und betrieb sein eigenes Radsportgeschäft in Offenburg. Beide Firmen meldeten 2015 Insolvenz an. Seitdem arbeitet Jörg Scheiderbauer als selbstständiger Produktentwickler für die einst von ihm gegründete Fahrradmarke racextract. Im Juli 2018 wurde er Deutscher Meister Cross-Triathlon in der Altersklasse Senioren 1 und im September 2018 Deutscher Meister Cross-Duathlon in der Altersklasse M40. Im September 2019 wurde er 3. bei der Ironman 70.3 Weltmeisterschaft und im Oktober 2019 4. bei der Ironman Weltmeisterschaft in Kailua-Kona, Hawaii (jeweils in der Altersklasse M40).
Im Mai 2020, während der Coronaphase, absolvierte Scheiderbauer einen Lauf auf einem Teil des sog. Westweges. Bei dieser Aktion sammelte er Spenden zugunsten des Fördervereins für krebskranke Kinder in Freiburg e.V. in Höhe von 18211 Euro. Seit Ende 2021 trainiert er den Profi-Triathleten Jonas Hoffmann, der auf der Triathlon Mittel- und Langdistanz startet. Er lebt mit seiner Ehefrau Alexandra Scheiderbauer in seinem Geburtsort Offenburg.

## Sportliche Erfolge
| Datum/Jahr    | Platz | Wettbewerb                                | Austragungsort    | Zeit     | Bemerkung                                |
| ------------- | ----- | ----------------------------------------- | ----------------- | -------- | ---------------------------------------- |
| 25. Juni 2023 | 34    | Ironman France                            | Nizza             | 09:55:35 | Platz 1 in der AK 45-49                  |
| 21. Mai 2023  | 71    | Ironman 70.3 Kraichgau                    | Bad Schönborn     | 4:21:48  | Platz 1 AK 45-49                         |
| 8. Okt. 2022  | 213   | Ironman Hawaii                            | Hawaii            | 9:25:38  | Platz 12 AK 45-49                        |
| 29. Aug. 2021 | 14    | Ironman Hamburg                           | Hamburg           | 8:49:00  | Platz 2 AK 40-44; persönliche Bestzeit   |
| 28. Juni 2021 | 14    | ETU European Championship Middle Distance | Walchsee          | 4:07:48  | Platz 1 AK 40-44                         |
| 12. Okt. 2019 | 77    | Ironman Hawaii                            | Hawaii            | 9:04:25  | Platz 4 AK 40-44                         |
| 8. Sep. 2019  | 92    | Ironman 70.3 World Championship           | Nizza             | 4:28:40  | Platz 3 AK 40-44                         |
| 28. Juli 2019 | 55    | Ironman Hamburg                           | Hamburg           | 9:31:55  | Platz 5 AK 40-44; 2. Platz DM AK 40-44   |
| 1. Feb. 2019  | 30    | Ironman 70.3 Dubai                        | Dubai             | 4:07:04  | Platz 2 AK 40-44; persönliche Bestzeit   |
| 20. Mai 2017  | 57    | Ironman Lanzarote                         | Puerto del Carmen | 10:08:53 | Platz 7 AK 40-44                         |
| 14. März 2010 | DNF   | Ironman China                             | Haikou            | –        |                                          |
| 28. Juni 2009 | 262   | Ironman France                            | Nizza             | 10:33:16 | Magenproblemen beim Laufen               |
| 13. Apr. 2008 | 22    | Ironman South Africa                      | Port Elizabeth    | 09:24:30 | erster Start auf der Ironman-Langdistanz |

| Datum/Jahr    | Platz | Wettbewerb                                 | Austragungsort     | Zeit     | Bemerkung                                                  |
| ------------- | ----- | ------------------------------------------ | ------------------ | -------- | ---------------------------------------------------------- |
| 28. Juli 2018 | 1     | DTU Deutsche Meisterschaft Cross-Triathlon | Schalkenmehren     | 02:22:41 | Deutscher Meister Cross-Triathlon AK Sen 1                 |
| 2. Apr. 2017  | 5     | Xterra Malta                               | Golden Bay (Malta) | 02:14:04 |                                                            |
| 16. Aug. 2008 | 2     | DTU Deutsche Meisterschaft Cross-Triathlon | Olbersdorf         | 02:29:37 | Deutscher Vize-Meister Cross-Triathlon beim Xterra Germany |

| Datum/Jahr    | Platz | Wettbewerb                                    | Austragungsort | Zeit       | Bemerkung                               |
| ------------- | ----- | --------------------------------------------- | -------------- | ---------- | --------------------------------------- |
| 18. März 2019 | 1     | DTU Deutsche Meisterschaft Cross-Duathlon M40 | Trier          | 01:29:46,8 | Deutscher Meister Cross-Duathlon AK M40 |
| 29. Sep. 2018 | 1     | DTU Deutsche Meisterschaft Cross-Duathlon M40 | Östringen      | 01:34:06   | Deutscher Meister Cross-Duathlon AK M40 |

| Datum/Jahr | Platz | Wettbewerb                                        | Austragungsort | Zeit | Bemerkung               |
| ---------- | ----- | ------------------------------------------------- | -------------- | ---- | ----------------------- |
| 1999       | 2     | Österreichische Staatsmeisterschaft Hillclimb U23 | Osterreich     |      | U23-Vize-Staatsmeister. |

| Datum/Jahr    | Platz | Wettbewerb        | Austragungsort       | Zeit     | Bemerkung                     |
| ------------- | ----- | ----------------- | -------------------- | -------- | ----------------------------- |
| 29. März 2009 | 14    | Freiburg-Marathon | Freiburg im Breisgau | 02:46:10 | persönliche Marathon-Bestzeit |

(DNF – Did Not Finish)

## Teams
- 2002: Be One XC Team
- 2004–2007: Ghost International Racing Team
- 2008: Team Ghost International
- 2010–2012: Team Felt Ötztal X-Bionic